# Філадельфія (округ, Пенсільванія)
Шаблон:StateAbbr_ 40°01′ пн. ш. 75°08′ зх. д. / 40.01° пн. ш. 75.13° зх. д.
Округ Філадельфія (англ. Philadelphia County) — округ (графство) у штаті Пенсільванія, США. Ідентифікатор округу 42101.

## Історія
Округ утворений 1682 року.

## Демографія
За даними перепису
2000 року
загальне населення округу становило 1517550 осіб, усе міське.
Серед мешканців округу чоловіків було 705107, а жінок — 812443. В окрузі було 590071 домогосподарство, 352331 родин, які мешкали в 661958 будинках.
Середній розмір родини становив 3,22.
Віковий розподіл населення поданий у таблиці:
| Стать    | До 15 років | 15-21 | 22-29 | 30-39  | 40-49  | 50-65  | 65-85  | Понад 85 |
| -------- | ----------- | ----- | ----- | ------ | ------ | ------ | ------ | -------- |
| Чоловіки | 164268      | 78651 | 86322 | 105474 | 96125  | 94446  | 72588  | 7233     |
| Жінки    | 158730      | 81728 | 95962 | 115878 | 109959 | 116285 | 113795 | 20106    |

## Виноски
1. ↑  U.S. Decennial Census. United States Census Bureau. Процитовано 10 березня 2015.
2. ↑  Historical Census Browser. University of Virginia Library. Архів оригіналу за 11 серпня 2012. Процитовано 10 березня 2015.
3. ↑  Forstall, Richard L., ред. (24 березня 1995). Population of Counties by Decennial Census: 1900 to 1990. United States Census Bureau. Процитовано 10 березня 2015.
4. ↑  Census 2000 PHC-T-4. Ranking Tables for Counties: 1990 and 2000 (PDF). United States Census Bureau. 2 квітня 2001. Процитовано 10 березня 2015.
5. ↑  State & County QuickFacts. Бюро перепису населення США. Процитовано 18 червня 2018.(англ.) Наведено за англійською вікіпедією.
6. ↑  American FactFinder. Бюро перепису населення США. Архів оригіналу за 26 лютого 2012. Процитовано 31 січня 2008. [Архівовано 2008-05-21 у Wayback Machine.]

| США | Це незавершена стаття з географії США. Ви можете допомогти проєкту, виправивши або дописавши її. |